# Микели, Маурицио
Маурицио Микели (итал. Maurizio Micheli; род. 3 февраля 1947, Ливорно, Италия) — итальянский актёр театра и кино, сценарист, комик, режиссёр.

## Биография
Микели родился в Ливорно (область Тоскана, Италия) 3 февраля 1947 года. В 11 лет вместе с родителями переехал в город Бари. Достигнув 20 лет переехал в Милан, там учился актёрскому ремеслу в Школе драматического искусства при Пикколо-театре. В конце 70-х — в начале 80-х годов Микели работал в варьете. Также Микели выходил на театральную  сцену, только дела в кинематографе не ладились.
В 1999 году он был удостоен ордена "За заслуги перед Итальянской Республикой".

## Фильмография
- Allegro Non Troppo (1976)
- Café Express (1980)
- Mani di fata (1982)
- Heads I Win, Tails You Lose (1982)
- I Am an ESP (1985)
- Il commissario Lo Gatto (1987)
- Roba da ricchi (1987)
- Rimini Rimini (1987)
- Rimini Rimini - Un anno dopo (1988)
- Cucciolo (1998)
- Commediasexi (2006)
- Valzer (2007)
- The Cézanne Affair (2009)
- Pinocchio (2012)
- Women Drive Me Crazy (2013)
- Quo Vado? (2016)

## Награды
- Орден "За заслуги перед Итальянской Республикой"